# Santo Domingo de Silos
Santo Domingo de Silos é um município da Espanha na província de Burgos, comunidade autónoma de Castela e Leão. Tem 79 km² de área e em 2021 tinha 262 habitantes (densidade: 3,3 hab./km²).
O seu nome homenageia Domingos de Silos, nascido em Canhas no século X, e o Mosteiro de Santo Domingo de Silos, que subsiste nesta localidade.

## Demografia
| Variação demográfica do município entre 1991 e 2004 | Variação demográfica do município entre 1991 e 2004 | Variação demográfica do município entre 1991 e 2004 | Variação demográfica do município entre 1991 e 2004 |
| --------------------------------------------------- | --------------------------------------------------- | --------------------------------------------------- | --------------------------------------------------- |
| 1991                                                | 1996                                                | 2001                                                | 2004                                                |
| 339                                                 | 323                                                 | 295                                                 | 292                                                 |